# Vtáčkovce
Vtáčkovce (Hongaars: Patacskő) is een Slowaakse gemeente in de regio Košice, en maakt deel uit van het district Košice-okolie.
Vtáčkovce telt 948 inwoners, waarvan de meerderheid Roma.